# (4064) Marjorie
(4064) Marjorie es un asteroide perteneciente al cinturón de asteroides, descubierto el 24 de septiembre de 1960 por Cornelis Johannes van Houten en conjunto a su esposa también astrónoma Ingrid van Houten-Groeneveld y el astrónomo Tom Gehrels desde el Observatorio del Monte Palomar, Estados Unidos.

## Designación y nombre
Designado provisionalmente como 2126 P-L. Fue nombrado Marjorie en honor a la astrónoma estadounidense Marjorie Meinel que trabajó con su marido Aden Meinel.